# Motorsportjahr 1898
1894 | 1895 | 1896 | 1897 | Motorsportjahr 1898 | 1899 | 1900 | 1901 | 1902 | ►

Weitere Sportereignisse
Im Motorsportjahr 1898 fanden neben einigen kleineren Rennen zwei international bedeutende Motorsportanlässe statt, die beide Paris zumindest als Ausgangspunkt hatten. Saisonhöhepunkt war das vom ACF organisierte Rennen Paris–Amsterdam–Paris, in dem erstmals auch Staatsgrenzen überquert wurden. Ebenso neu war auch der Einsatz von berufsmäßigen Rennfahrern und den ersten speziell für diesen Zweck entwickelten Rennwagen durch die teilnehmenden Automobilfirmen.
Die dominierende Marke war Panhard & Levassor mit den Fahrern Fernand Charron und Léonce Girardot, die 1901 die Firma verließen um gemeinsam mit ihrem Teamkollegen Émile Voigt die Marke C.G.V. zu gründen.
In Italien wurde am 17. Juli das erste Rennen mit internationaler Beteiligung durchgeführt. Die Rundfahrt über 119 Meilen (ca. 190 km) führte von Turin über Asti und Alessandria zurück nach Turin.
1898 nahmen auch erstmals weibliche Fahrerinnen am Motorsport teil: Eine Mme. Laumaillé fuhr im lokalen Rennen Marseille–Nizza mit und Hélène van Zuylen (1863–1947), die Gattin des ACF-Präsidenten Baron Étienne van Zuylen van Nyevelt (1860–1934), bestritt das Rennen Paris–Amsterdam–Paris und gilt damit als erste internationale Automobilrennfahrerin.

## Rennkalender
| Datum              | Rennen                                     | Sieger                                      |
| ------------------ | ------------------------------------------ | ------------------------------------------- |
| 6.–7. März         | Marseille–Nizza                            | Fernand Charron (Panhard & Levassor)        |
| 1. Mai             | Périgueux–Mussidan–Périgueux               | Gustave Leys (Panhard & Levassor)           |
| 11.–12. Mai        | Paris–Bordeaux (Critérium des Entraineurs) | René de Knyff (Panhard & Levassor)          |
| 24. Mai            | Berlin–Potsdam–Berlin                      | unbekannt (Daimler/Allgemeine Motorwagen)   |
| 29. Mai            | Bordeaux–Agen                              | Petit (Peugeot)                             |
| 25.–26. Juni       | Brüssel–Spa                                | Pierre de Crawhez (Panhard & Levassor)      |
| 7.–13. Juli        | Paris–Amsterdam–Paris                      | Fernand Charron (Panhard & Levassor)        |
| 17. Juli           | Turin–Asti–Alessandria–Turin               | Guido Ehrenfreund (Miari & Giusti-Bernardi) |
| 31. Juli–1. August | Lille–Calais–Lille                         | Émile Kraeutler (Peugeot)                   |
| 20.–21. August     | Bordeaux–Biarritz                          | René Loysel (Léon Bollée)                   |
| 21. August         | Lyon–Lagnieu                               | Eldin (Peugeot)                             |
| 27.–29. August     | Südtirol (Trafoi–Mendelpass)               | Wilhelm Bauer (Daimler)                     |
| 20. Oktober        | Saint-Germain–Vernon–Saint-Germain         | Levegh (Mors)                               |

## Rennergebnisse

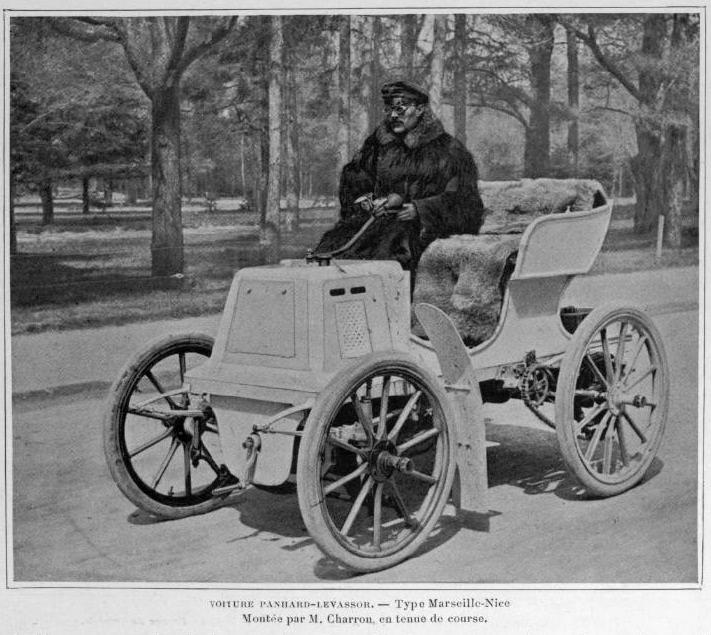
Der Rennsieger Fernand Charron auf Panhard type Marseille-Nice

### Marseille–Nizza
| Platz | Fahrer            | Team               | Zeit       |
| ----- | ----------------- | ------------------ | ---------- |
| 1     | Fernand Charron   | Panhard & Levassor | 6:53:45 h  |
| 2     | Gilles Hourgières | Panhard & Levassor | 0+7:24 min |
| 3     | René de Knyff     | Panhard & Levassor | 0+4:31 min |

Das Rennen fand vom 6. bis 7. März statt und wurde in zwei Tagesetappen ausgetragen. Die erste führte über 82 km von Marseille nach Hyères; Sieger auf diesem Abschnitt wurde der Baron de Knyff mit einer Zeit von 2:08:09 Stunden und einer Durchschnittsgeschwindigkeit von 38,44 km/h. Die zweite und mit 145 km deutlich längere Etappe von Hyères nach Nizza absolvierte ein anderer Panhard-Werksfahrer, Fernand Charron, mit 4:42:43 h und einem Schnitt von 30,73 km/h als Schnellster. Es ist anzunehmen, dass die Ankunft mit der ebenfalls im März stattfindenden Geschwindigkeitswoche von Nizza zusammenfiel.
Erstmals wurde ein Rennen nach Fahrzeugklassen ausgetragen:
- Klasse 1: Gewicht über 400 kg („schwere“ Klasse)
- Klasse 2: Gewicht 200–400 kg („leichte“ Klasse)
- Klasse 3: Gewicht 100–200 kg (Voiturettes)
- Klasse 4: Gewicht weniger als 100 kg (Motordreiräder)

Die erwähnte Mme. Laumaillé fuhr auf De Dion-Bouton Tricycle und erreichte den 27. Rang im Gesamtklassement.

### Paris–Bordeaux
| Platz | Fahrer          | Team               | Zeit       |
| ----- | --------------- | ------------------ | ---------- |
| 1     | René de Knyff   | Panhard & Levassor | 15:15:31 h |
| 2     | Fernand Charron | Panhard & Levassor | +2:27:53 h |
| 3     | Breuil          | Panhard & Levassor | +3:04:30 h |

In zwei Tagesetappen führte das Rennen Paris–Bordeaux vom 11. bis 12. Mai 1898 von Versailles über Tours nach Bordeaux.
577 km waren zu bewältigen, der Schnitt des Siegers betrug rund 38 km/h. Das Rennen wurde zum Triumph für die Wagen der Marke Panhard & Levassor, die die ersten drei Plätze erreichte.

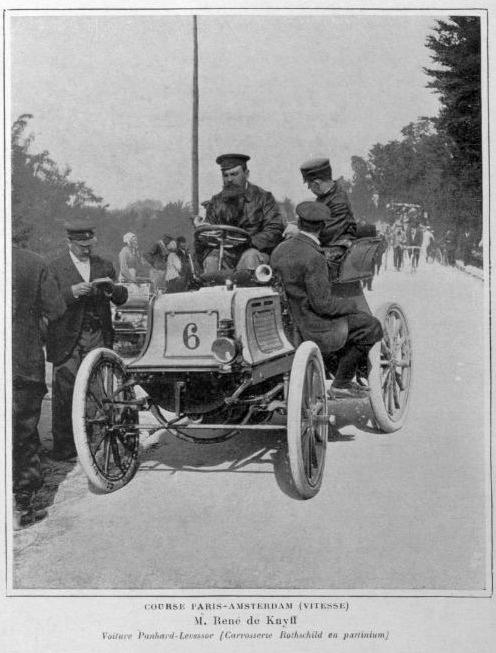
Der spätere Sieger René de Knyff beim Rennstart

### Paris–Amsterdam–Paris
| Platz | Fahrer          | Team               | Zeit        |
| ----- | --------------- | ------------------ | ----------- |
| 1     | Fernand Charron | Panhard & Levassor | 33:04:34 h  |
| 2     | Léonce Girardot | Panhard & Levassor | 0+20:44 min |
| 3     | Etienne Giraud  | Amédée Bollée      | +1:04:20 h  |

Beim Rennen Paris–Amsterdam–Paris überquerte erstmals ein Autorennen eine Staatsgrenze und führte in sechs Tagesetappen mit einem Ruhetag in Amsterdam vom 7. bis zum 13. Juli 1898 von Paris über Nijmegen nach Amsterdam und über Lüttich und Verdun zurück.
Das erste Mal erschienen auch Fahrzeuge, die speziell zu Rennzwecken gebaut worden waren, die stromlinienförmigen Amédée Bollées, die immerhin die Plätze drei und fünf errangen.
Nach hartem Kampf besiegte der frühere Radrennfahrer Fernand Charron auf Panhard & Levassor seinen Teamkollegen Léonce Girardot um 20 Minuten bei einer Renndauer von insgesamt 33 Stunden. Der Schnitt auf der 1430 km langen Strecke betrug rund 43 km/h.
Dem Rennen wurde in den 1920er Jahren vom Automobile Club de France rückwirkend der Titel III Grand Prix de l’ACF verliehen.